# Casiano Alguacil
Casiano Alguacil Blázquez (Mazarambroz, 14 de agosto de 1832-Toledo, 3 de diciembre de 1914) fue un fotógrafo español.

## Biografía
Nacido en la localidad toledana de Mazarambroz el 14 de agosto de 1832, su primer oficio fue el de carpintero; en Madrid aprendió fotografía y se estableció en Toledo en 1862, en la calle de la Plata número cinco.

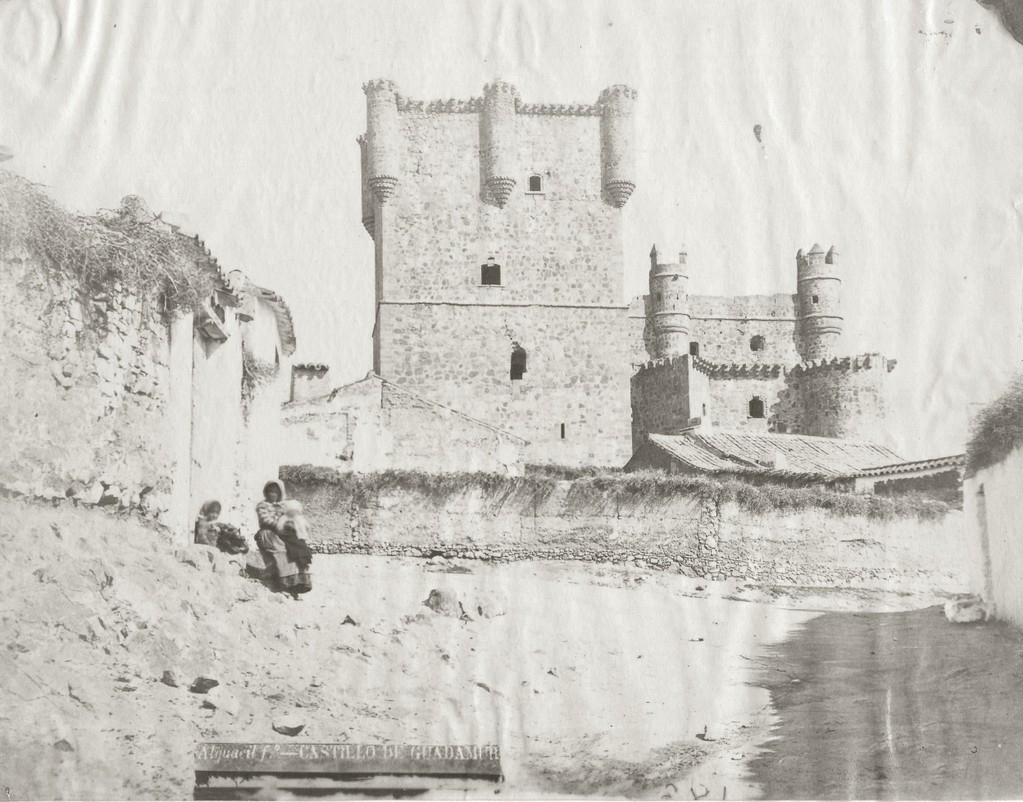
Castillo de Guadamur, fotografiado por Alguacil

A partir de 1866 inició un amplio proyecto, el Museo fotográfico, que habría de conservar vistas de la ciudad de Toledo y de otras ciudades españolas, así como monumentos, obras de arte y retratos de personajes importantes. Además fue una figura notable en la política del Toledo de su tiempo. Fue concejal republicano durante el Sexenio revolucionario (1868) y en las elecciones de 1870. Se casó dos veces; con su segunda mujer, Elisa, vivía una hermana de la misma que sabía francés y se convirtió en la primera mujer guía turística de Toledo. 
Casiano mismo publicó una Guía práctica de Toledo y su provincia en 1901. En 1906 tuvo que donar sus negativos de cristal al Ayuntamiento de Toledo a cambio de una pensión. Otras de sus fotografías se conservan en la Hispanic Society of America. Murió pobre y abandonado en el Hospital de la Misericordia de Toledo, en 1914, el día 3 de diciembre.